# Liste der Kultusminister von Thüringen
Dieser Artikel enthält eine Liste der Kultusminister von Thüringen.

## Kultusminister Thüringen (seit 1920)
| Name                                             | Amtsantritt                       | Kabinett                   | Partei                    |
| Minister für Volksbildung                        | Minister für Volksbildung         | Minister für Volksbildung  | Minister für Volksbildung |
| ------------------------------------------------ | --------------------------------- | -------------------------- | ------------------------- |
| Arnold Paulssen                                  | 10. November 1920                 | Paulssen I                 | DDP                       |
| Max Greil                                        | 7. Oktober 1921 16. Oktober 1923  | Frölich I Frölich II       | SPD                       |
| Richard Leutheußer                               | 21. Februar 1924 30. April 1927   | Leutheußer I Leutheußer II | DVP                       |
| Arnold Paulssen                                  | 6. November 1928                  | Paulssen II                | DDP                       |
| Wilhelm Frick                                    | 23. Januar 1930                   | Baum                       | NSDAP                     |
| Wilhelm Kästner                                  | 22. April 1931                    | Baum                       | WP                        |
| Fritz Wächtler                                   | 26. August 1932 8. Mai 1933       | Sauckel Marschler          | NSDAP                     |
| Willy Marschler                                  | Januar 1936                       | Marschler                  | NSDAP                     |
| Regierungsdirektor für Volksbildung              |                                   |                            |                           |
| Walter Wolf                                      | 9. Juni 1945                      | Brill                      | KPD                       |
| unbesetzt                                        | 16. Juli 1945                     | Paul I                     | –                         |
| Minister für Volksbildung                        |                                   |                            |                           |
| Walter Wolf                                      | 4. Dezember 1946                  | Paul II                    | SED                       |
| Marie Torhorst                                   | Mai 1947 9. Oktober 1947          | Paul II Eggerath I         | SED                       |
| Isolde Oschmann                                  | 25. November 1950                 | Eggerath II                | SED                       |
| Von 1952 bis 1990 existierte kein Land Thüringen |                                   |                            |                           |
| Minister für Kultus                              |                                   |                            |                           |
| Christine Lieberknecht                           | 8. November 1990                  | Duchač                     | CDU                       |
| Dieter Althaus                                   | 5. Februar 1992 30. November 1994 | Vogel I Vogel II           | CDU                       |
| Michael Krapp                                    | 1. Oktober 1999 5. Juni 2003      | Vogel III Althaus I        | CDU                       |
| Jens Goebel                                      | 8. Juli 2004                      | Althaus II                 | CDU                       |
| Bernward Müller                                  | 8. Mai 2008                       | Althaus II                 | CDU                       |
| Minister für Bildung, Wissenschaft und Kultur    |                                   |                            |                           |
| Christoph Matschie                               | 4. November 2009                  | Lieberknecht               | SPD                       |
| Minister für Bildung, Jugend und Sport           |                                   |                            |                           |
| Birgit Klaubert                                  | 5. Dezember 2014                  | Ramelow I                  | Die Linke                 |
| Helmut Holter                                    | 30. August 2017                   | Ramelow I                  | Die Linke                 |
| Gabi Ohler (kommissarisch)                       | 5. Februar 2020                   | Kemmerich                  | DIE LINKE                 |
| Helmut Holter                                    | 4. März 2020                      | Ramelow II                 | Die Linke                 |
| Minister für Bildung, Wissenschaft und Kultur    |                                   |                            |                           |
| Christian Tischner                               | 13. Dezember 2024                 | Voigt                      | CDU                       |